# (668506) 2012 AZ25
(668506) 2012 AZ25 est un transneptunien, considéré comme objets épars, de magnitude absolue 5,5. Son diamètre est estimé à environ 310 km.